# بخش مرکزی شهرستان باغ‌ملک
بخش مرکزی، یکی از بخش‌های شهرستان باغملک در استان خوزستان ایران است. مرکز این بخش، شهر باغملک است.

## تقسیمات کشوری
- بخش مرکزی شهرستان باغ‌ملک
  - دهستان هپرو
  - دهستان منگشت
  - دهستان رودزرد

شهر: باغ‌ملک

## جمعیت
بر پایه سرشماری عمومی نفوس و مسکن در سال ۱۳۹۵، جمعیت بخش مرکزی شهرستان باغ‌ملک برابر با ۴۹٬۵۴۷ نفر بوده‌است.